# Корча

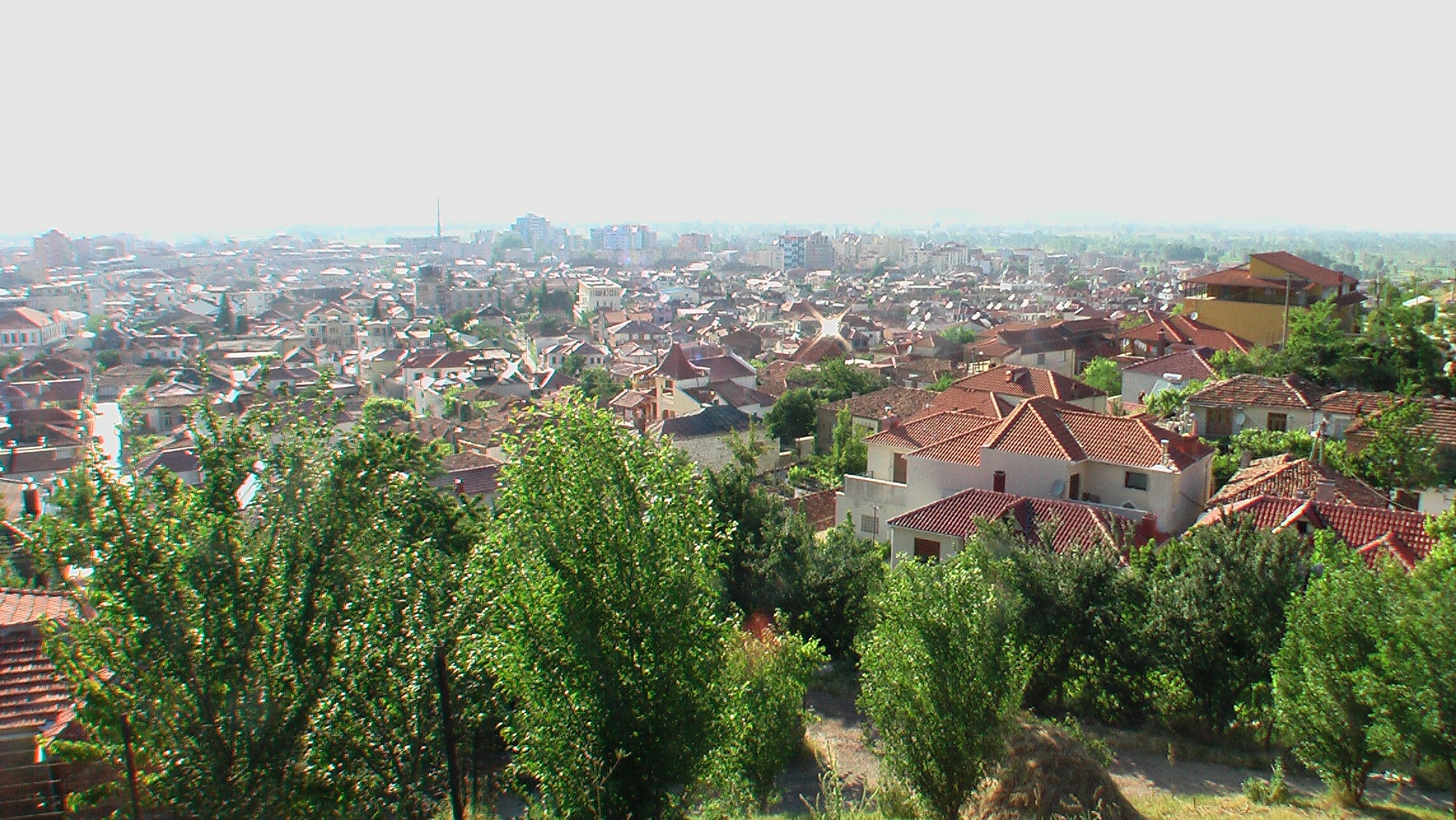
Корча

Ко́рча (алб. Korçë, мак. Горица, грец. Κορυτσά, ар. Curceaua, італ. Corizza) — місто у південно-східній Албанії з населенням близько 74 370 мешканців (2005). Місто — адміністративний центр однойменних округу Корча і області Корча, лежить на висоті 850 м.

## Географія

### Клімат

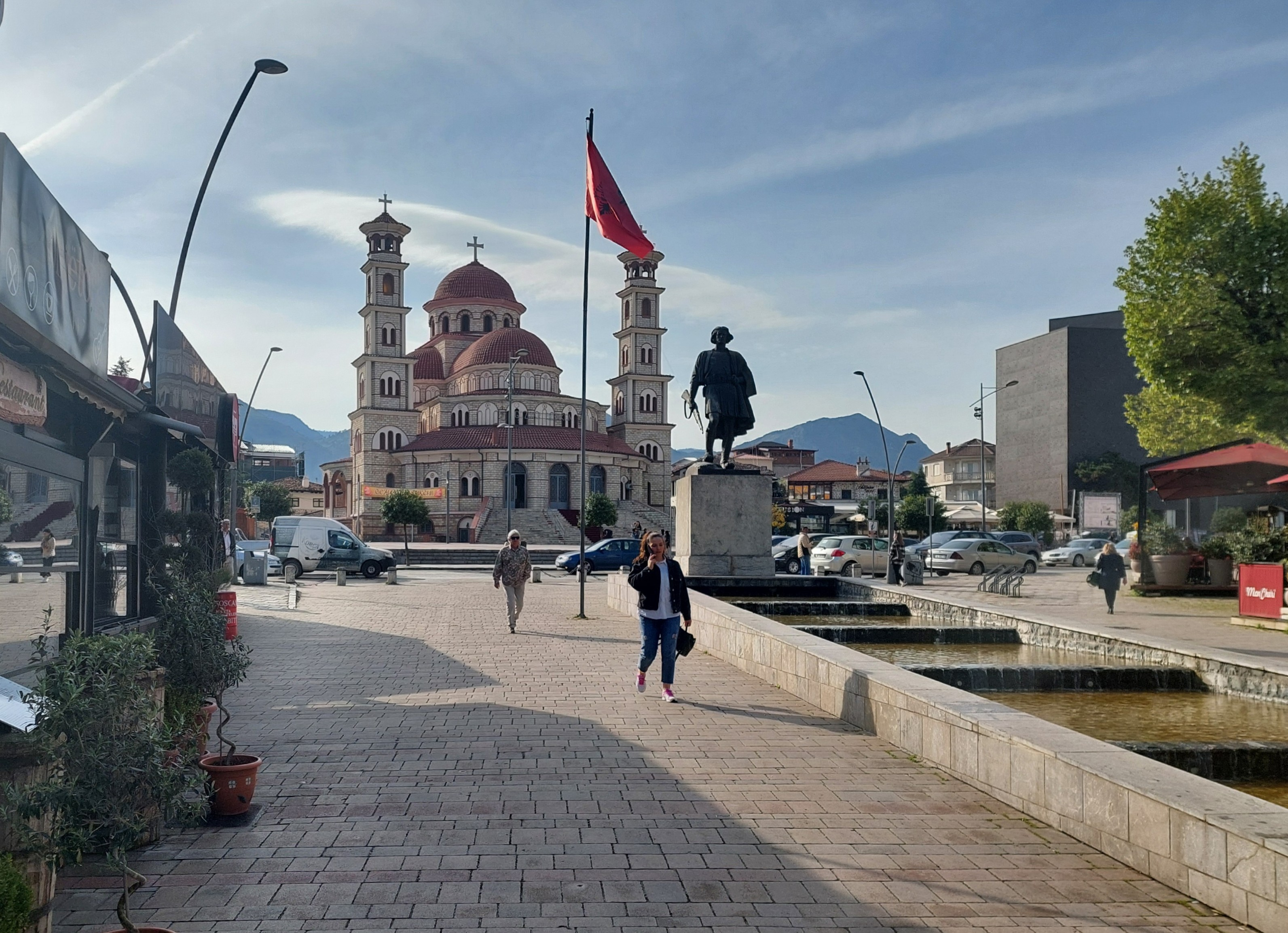
Православний собор Воскресіння Христового. Краєвид з пішохідного бульвару Святого Георгія (Корча, 2025)

Клімат міста класифікують як середземноморський з теплим літом (Csb за класифікацією Кеппена). Середня температура за рік становить 10,1 °C, кількість опадів — 748 мм.
| Клімат м. Корча           | Клімат м. Корча | Клімат м. Корча | Клімат м. Корча | Клімат м. Корча | Клімат м. Корча | Клімат м. Корча | Клімат м. Корча | Клімат м. Корча | Клімат м. Корча | Клімат м. Корча | Клімат м. Корча | Клімат м. Корча | Клімат м. Корча |
| Показник                  | Січ.            | Лют.            | Бер.            | Квіт.           | Трав.           | Черв.           | Лип.            | Серп.           | Вер.            | Жовт.           | Лист.           | Груд.           | Рік             |
| Середній максимум, °C     | 2,9             | 4,5             | 8,7             | 13,7            | 18,3            | 22,8            | 26,0            | 26,5            | 21,0            | 16,1            | 10,4            | 4,9             | 14,7            |
| Середня температура, °C   | −0,8            | 0,6             | 4,2             | 8,8             | 13,4            | 18,0            | 20,9            | 21,3            | 16,1            | 11,4            | 6,1             | 1,2             | 10,1            |
| Середній мінімум, °C      | −4,4            | −3,1            | −0,1            | 3,9             | 8,4             | 12,7            | 15,4            | 16,0            | 11,5            | 7,1             | 2,4             | −2,1            | 5,6             |
| Норма опадів, мм          | 73              | 76              | 77              | 75              | 67              | 34              | 26              | 21              | 49              | 67              | 87              | 96              | 748             |
| Днів з дощем              | 8               | 7               | 8               | 9               | 9               | 6               | 4               | 4               | 5               | 6               | 8               | 9               | 83              |
| Вологість повітря, %      | 82              | 77              | 74              | 69              | 68              | 61              | 54              | 53              | 63              | 71              | 78              | 80              | 69              |
| ------------------------- | --------------- | --------------- | --------------- | --------------- | --------------- | --------------- | --------------- | --------------- | --------------- | --------------- | --------------- | --------------- | --------------- |
| Джерело: Climate-Data.org |                 |                 |                 |                 |                 |                 |                 |                 |                 |                 |                 |                 |                 |

## Культура
Корча — один з найважливіших культурних центрів Албанії. Тут багато музеїв, що відображають культурну діяльність упродовж століть. У цьому місті відкрито першу албанську школу 1887 року, нині там національний музей освіти.

## Населення
Окрім албанської більшості, у Корчі проживають влахи, греки і македонці. Серед албанців більшість — православні. Проте за даними 1913 у місті проживало 16 тис. осіб, з них 11 тис. греки і лише 4 тис. албанців.. Місто було зайнято грецькою армією як у ході Першої світової війни, так і в 1940 р. у ході переможної для Греції греко-італійської війни.

## Відомі уродженці
- Парфеній Охридский — охридський архієпископ у другій половині XVII століття.
- Наум Векілхарджі (1797—1846) — албанський письменник, автор албанського алфавіту.
- Александер Асдрені (1872—1947) — македонсько-румунський поет і публіцист албанського походження. Автор слів національного гімну Албанії.
- Пантелеімон Аргірокастський, у миру Христос Котокос (грец. Χρηστος Κοτοκος, 1890—1968) — митрополит Аргірокастри, вигнаний італійськими окупантами у 1941 р.
- Блеона Кереті (* 1979) — албанська та американська співачка.
- Рідван Боде (* 1959) — албанський економіст і політик.
- Вангьюш Міо (1891—1957) — найбільший албанський художник-пейзажист.
- Іоанніс Пангас (грец. Ιοαννης Παγκας, 1914—1895) — грецький підприємець і меценат, побудував училища, що носять його ім'я в Афінах і Корчі.
- Валентина Пістолі (* 1928) — перша албанська архітекторка.
- Фатмір Юсуф Гьята (1922—1989) — албанський письменник.
- Леонідас Сампаніс (грец. Λεωνιδας Σαμπανης, нар. 1971) — грецький важкоатлет, срібний призер Олімпіад в Атланті 1996 та Сіднеї 2000.